# Сигнал с моря
«Сигнал с моря» (азерб. İşarəni Dənizdən Gözləyin) — советский цветной художественный широкоэкранный фильм 1986 года режиссёра Джейхуна Мирзоева, снятый в жанре приключенческой драмы на киностудии «Азербайджанфильм» и посвящённый Первому Наркому по морским делам Азербайджана, пламенному революционеру Чингизу Ильдрыму.
Премьера фильма состоялась 2 ноября 1987 года. Картину посмотрели 2,7 млн зрителей.

## Сюжет
Буржуазное правительство мусаватистов теряет контроль над армией и доверие народа. Два офицера, назначенные на ключевые командующие должности, пытаются вернуть порядок. Однако генерал-губернатор Тлехас планирует захватить власть с помощью англичан. Чтобы нейтрализовать флот, его агенты выкрадывают замки от орудий с кораблей. Но командующему флотом удаётся найти похищенные замки и получить поддержку народа. Бакинские большевики выдвигают ультиматум мусаватистскому правительству, и власть переходит в руки пролетариата.

## В ролях
- Фуад Поладов (дублировал Сергей Мартынов) — командующий
- Алиаббас Гадиров (дублировал Владимир Кузнецов) — Султанов
- Гасанага Турабов (дублировал Александр Белявский) — премьер-министр
- Фазиль Байрамов (дублировал Олег Мокшанцев) — Мурад Гирей Тлехас, военный генерал-губернатор Баку, генерал-майор
- Фахраддин Манафов (дублировал Борис Токарев) — Шафибаров
- Гюндуз Аббасов (дублировал Владимир Прокофьев) — поэт
- Лала Гиясбейли (дублировала Марина Дюжева) — Лейла
- Фирангиз Муталлимова (дублировала Алёна Чухрай) — Сона
- Мухтар Маниев (дублировал Владимир Ферапонтов) — начальник полиции
- Аладдин Аббасов (дублировал Алексей Алексеев) — старик
- Вилнис Бекерис (дублировал Валентин Грачёв) — англичанин
- Камиль Зохрабов — Гасан
- Владислав Ковальков — Матвеев
- Видади Гасанов (дублировал Дмитрий Матвеев) — адъютант командующего
- Рамиз Азизбейли (дублировал Станислав Захаров) — Мустафа
- Таниля Ахмерова (дублировала Ирина Губанова) — женщина
- Нураддин Мехдиханлы (дублировал Лев Прыгунов) — Казым бей
- Гасан Мамедов (дублировал Рудольф Панков) — старый генерал
- Яшар Нури (дублировал Виктор Филиппов) — капитан
- Садая Мустафаева (дублировала Валентина Ушакова) — мать командующего
- Кямран Шахмарданов (дублировал Александр Рыжков) — Чингиз
- Энвер Гасанов — адъютант премьер-министра

## Съёмочная группа
- Режиссёр: Джейхун Мирзоев
- Сценаристы: Фирудин Агаев, Исмаил Шихлы, Рамиз Ровшан
- Оператор: Алескер Алекперов
- Композитор: Ариф Меликов
- Художник: Рафис Исмайлов

Фильм дублирован на киностудии «Мосфильм»
- Режиссёр дубляжа: Андрей Разумовский
- Звукооператор: Григорий Пильщик

## Музыка
В фильме звучит музыка в исполнении Оркестра Госкино СССР, дирижёр Ариф Меликов.